# Picoté 2da. Fracción
Picoté 2da. Fracción är en ort i Mexiko.   Den ligger i kommunen Sitalá och delstaten Chiapas, i den sydöstra delen av landet, 800 km öster om huvudstaden Mexico City. Picoté 2da. Fracción ligger 1 031 meter över havet och antalet invånare är 110.
Terrängen runt Picoté 2da. Fracción är kuperad åt sydost, men åt nordväst är den bergig. Runt Picoté 2da. Fracción är det ganska tätbefolkat, med 129 invånare per kvadratkilometer. Närmaste större samhälle är Yajalón, 13,6 km norr om Picoté 2da. Fracción. Omgivningarna runt Picoté 2da. Fracción är en mosaik av jordbruksmark och naturlig växtlighet.